# Johann Louis Tellkampf
Johann Louis Tellkampf, auch Johann Ludwig (* 28. Januar 1808 in Bückeburg; † 15. Februar 1876) war ein preußischer Nationalökonom und Politiker. Er war Abgeordneter in der Frankfurter Nationalversammlung und im Deutschen Reichstag.

## Leben
Tellkampf war Sohn des fürstlich-bückeburgischen Kanzleirats Johann George Dietrich Tellkampf (1771–1846) und dessen Frau Charlotte Christane Baum (1782–1857). Er studierte an der Universität Göttingen, wo er sich 1835 als Dozent niederließ. 1838 ging Tellkampf infolge des Umsturzes der hannöverschen Verfassung nach Amerika und bekleidete dort bis 1846 die Professur der Staatswissenschaften erst am Union College, dann am Columbia College in New York und verfasste außer verschiedenen handelspolitischen Abhandlungen die Schrift Über die Besserungsgefängnisse in Nordamerika und England (Berlin 1844). Im Auftrag der preußischen Regierung, welche ihn schon zu einer Beratung über Gefängnisreform hinzugezogen hatte, studierte er 1846 das Gefängniswesen in England, Frankreich und Nordamerika und wurde in demselben Jahr zum Professor der Nationalökonomie an der Universität Breslau ernannt. Vom 19. Mai 1848 bis zum 21. Mai 1849 gehörte Tellkampf als Abgeordneter für Schweidnitz der Frankfurter Nationalversammlung an. Er zählte zu den Fraktionen Landsberg sowie Württemberger Hof und gehörte dem Geschäftsordnungs- sowie dem Verfassungsausschuss an. Von 1849 bis 1851 war er Mitglied der preußischen Zweiten Kammer und ab 1855 Vertreter der Universität Breslau im preußischen Herrenhaus, wo er zur liberalen Minorität gehörte. Im Reichstag, dem er seit 1871 angehörte, zählte er zur nationalliberalen Fraktion.
Tellkampf war verheiratet mit Wilhelmine Caroline Charlotte Simpson, Nachkommin einer aus Schottland nach Preußen eingewanderten Familie.

## Werk
- Beiträge zur Nationalökonomie und Handelspolitik. Leipzig 1851–53, 2 Hefte
- Der Norddeutsche Bund und die Verfassung des Deutschen Reichs. Berlin 1866
- Die Prinzipien des Geld- und Bankwesens. Berlin 1867
- Essays on law reform, commercial policy, banks, penitentiaries etc. London 1857; 2. Auflage, Berlin 1875
- Selbstverwaltung und Reform der Gemeinde- und Kreisordnungen in Preußen und Selfgovernment in England und Nordamerika. Berlin 1872.
- MacCulloch (Übersetzung von Tellkampf und Bergius): Geld und Banken. Leipzig 1859